# Minimoto

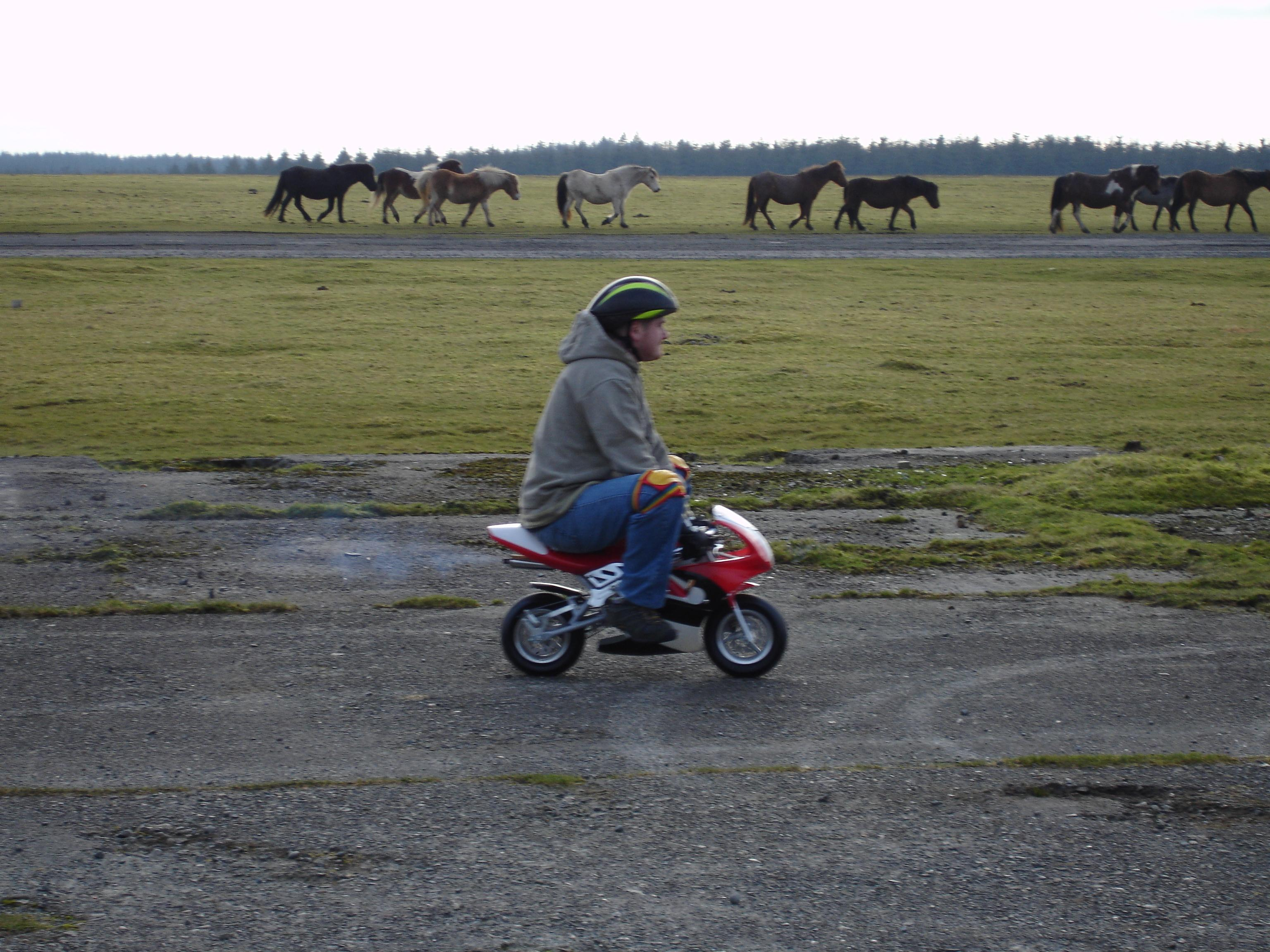
Una minimoto

Con il termine minimoto vengono identificati soprattutto i piccoli modelli di motocicletta atti a circolare su circuiti o aree non pubbliche in quanto sprovvisti di permesso di circolazione. Di solito si tratta di modelli da competizione o anche per il tempo libero di appassionati della velocità. Le minimoto sono stradali, mentre le 'piccole' per lo sterrato vengono definite 'minicross'.
Una classica minimoto misura circa 1 metro di lunghezza per 60 centimetri di altezza (poco più di 40 cm l'altezza della sella) con poco più di 20 kg di peso complessivo.

## Motori
Le tipologie di motori adottate nelle minimoto sono:
- due tempi (il motore usato nella stragrande maggioranza dei casi) di 39 o 50 cm³ e
- quattro tempi da 90 cm³.

Per quello che riguarda le categorie Junior vengono utilizzati motori con raffreddamento ad aria e con prestazioni limitate nella potenza mentre negli altri casi si tratta quasi esclusivamente di modelli con raffreddamento a liquido.
I motori con raffreddamento ad aria riescono a sviluppare una potenza di 2-3 cavalli per gruppi termici cinesi e 6-7 cavalli per gruppi termici italiani. Diversamente i motori con raffreddamento a liquido, riescono a sviluppare una potenza di 11 cavalli per gruppi termici di provenienza cinese e 14-15 per gruppi termici italiani, ma si può anche arrivare a potenze come i 18 cavalli quando si tratta di minimoto partecipanti a campionati di grande importanza.

## Utilizzo
Questi piccoli bolidi sono stati utilizzati fin dall'inizio per le competizioni da ragazzini e adulti. Il loro utilizzo è limitato solamente a piste, aree private e boschi dato che non sono mezzi omologati per la circolazione stradale. Solo alcuni modelli della categoria pitbike sono stati recentemente omologati per l'uso su strada, inizialmente in Germania, con un modello stradale di 50 cm³ (Insanity 749), poi anche in Italia.